# Wolfgang Leonhardt

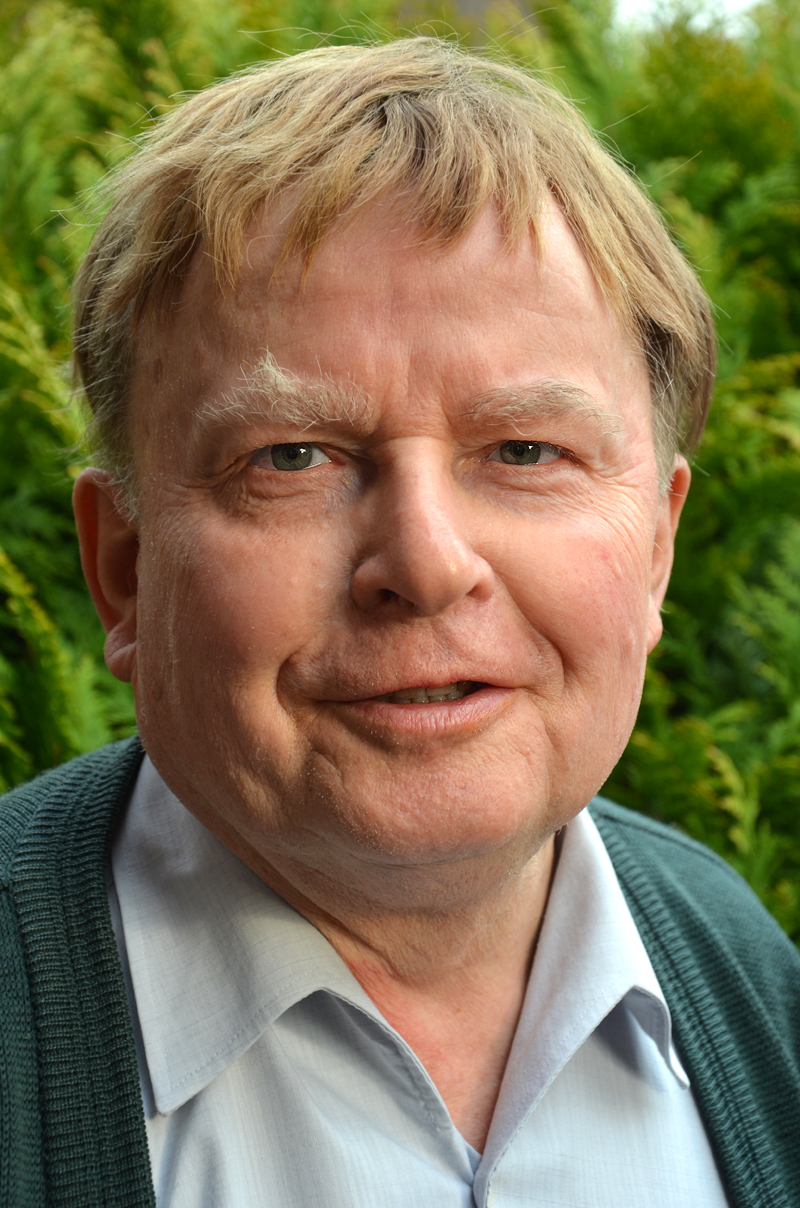
Wolfgang Leonhardt

Wolfgang Karl Leonhardt (* 2. April 1942 in Hannover) ist ein deutscher Heimatforscher und Autor in Hannover.

## Leben
Wolfgang Leonhardt wuchs in Hannover auf. Der gelernte Versicherungskaufmann beschäftigte sich schon früh mit der Geschichte der Luftfahrt und trat 1993 mit der Ausstellung Karl Jatho. Ein Luftfahrtpionier aus Hannover bei der Norddeutschen Landesbank -Girozentrale- am Georgsplatz erstmals an die Öffentlichkeit.
Als Mitglied des Geschichtsarbeitskreises in Vinnhorst und Leiter des Arbeitskreises Stadtteilgeschichte List publizierte er zur Geschichte der Stadt Hannover und insbesondere zu den Stadtteilen Vinnhorst, List und Vahrenwald.

## Veröffentlichungen
- „List und Vahrenwald.“ Zwei prägende Stadtteile von Hannover. Arbeitskreis Stadtteilgeschichte List. Books on Demand, Norderstedt 2006, ISBN 3-8334-3333-7.
- Karl Jathos erster Motorflug 1903. 100 Jahre Fluggeschichte in Hannover & Langenhagen. Ballon, Zeppelin, Segelflug, Raketen, Flughafen. Eigenverlag, Hannover 2002, ISBN 3-8311-3499-5.
- 100 Jahre Lister Turm. Bilder und Planungen einer wechselvollen Geschichte. Leuenhagen/ Paris, Hannover 1998, ISBN 3-923976-23-2.
- Biographie des Architekten Hermann Schaedtler. In: Berichte zur Denkmalpflege in Niedersachsen. 19 (1999), S. 187–192.
- Ernst Bohlius, Wolfgang Leonhardt (Hrsg.): „Die List.“ 700 Jahre Umschau aus der Dorf- und Stadtgeschichte, 1. Auflage, Norderstedt: Books on Demand, 2003, ISBN 3-8334-0276-8; Vorschau über Google-Bücher
- „Hannoversche Geschichten“. Berichte aus verschiedenen Stadtteilen. Arbeitskreis Stadtteilgeschichte List. Books on Demand, Norderstedt 2009/2010, ISBN 978-3-8391-5437-3; eingeschränkte Vorschau in der Google-Buchsuche
- List, Vahrenwald, Vinnhorst. Drei hannoversche Stadtteile mit Geschichte(n). Books on Demand, Norderstedt 2012, ISBN 978-3-8448-7810-3; eingeschränkte Vorschau in der Google-Buchsuche
- Vahrenwald und List. Dorf und Stadtteilgeschichten. Books on Demand, Norderstedt 2013, ISBN 978-3-7322-2710-5; eingeschränkte Vorschau in der Google-Buchsuche
- „Vinnhorst.“ Dorf und Stadtteil mit Geschichte(n), Norderstedt: Books on Demand, 2015, ISBN 978-3-7357-6841-4; eingeschränkte Vorschau in der Google-Buchsuche

## Ehrungen

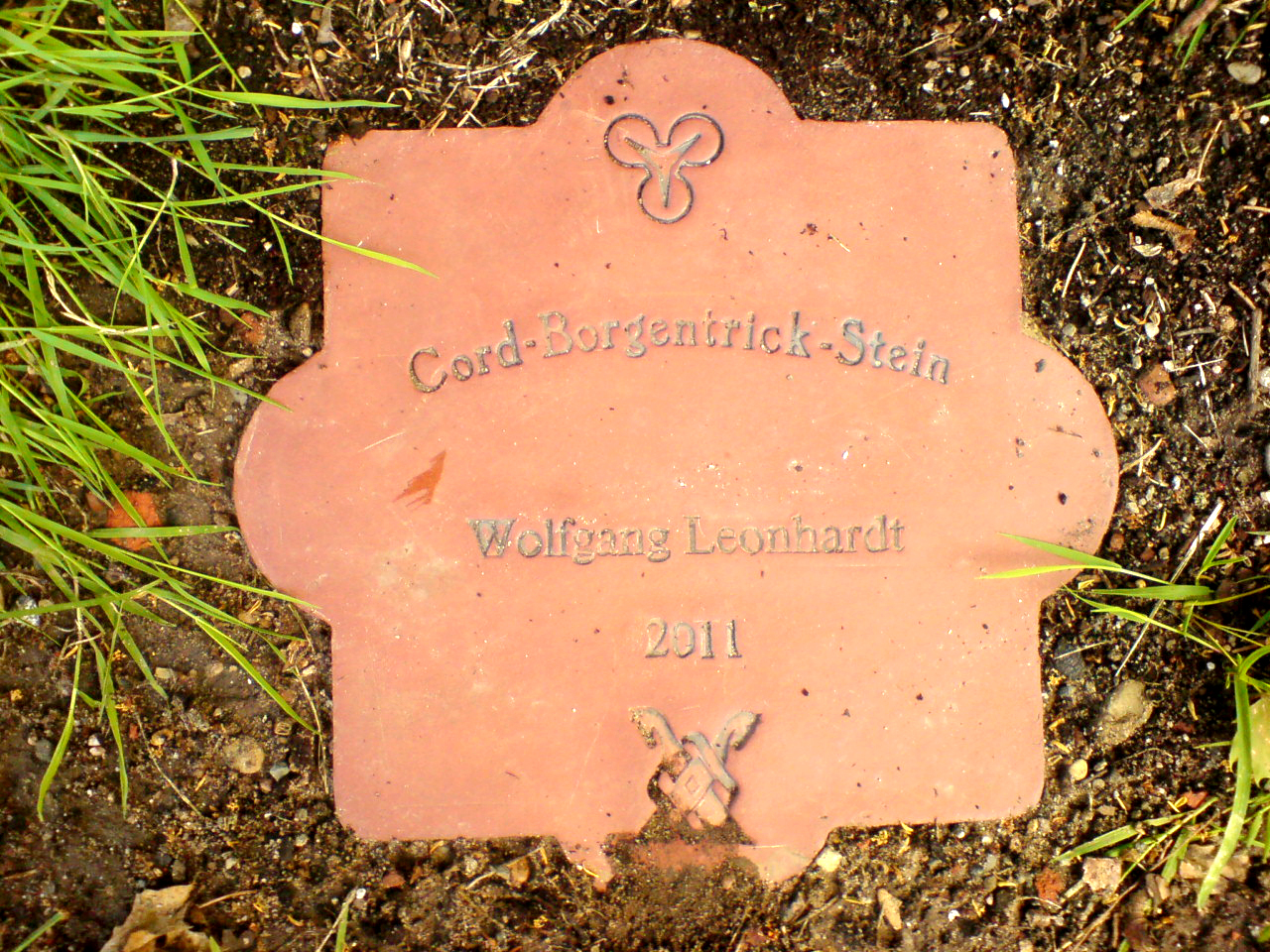
2011: Cord-Borgentrick-Stein für Wolfgang Leonhardt; Döhrener Turm

Für seine Verdienste um die niedersächsische Landeshauptstadt wurde Wolfgang Leonhardt am 24. November 2011 von der Stadt Hannover und dem Heimatbund Niedersachsen mit dem Cord-Borgentrick-Stein geehrt.